# Parupeneus heptacanthus
 Parupeneus heptacanthus és una espècie de peix de la família dels múl·lids i de l'ordre dels perciformes.
Poden assolir fins a 36 cm de longitud total. Es troba des del Mar Roig fins a Samoa i el sud del Japó.